# Benno Credé
Karl Cecil Benno Credé (* 1. September 1847 in Berlin; † 14. März 1929 in Dresden) war ein deutscher Chirurg und Generalarzt à la suite des sächsischen Sanitätskorps.

## Leben
Benno Credé wurde 1847 als Sohn des Gynäkologen Carl Siegmund Franz Credé in Berlin geboren. Er besuchte bis 1865 die humanistische Thomasschule zu Leipzig. Nach dem Abitur studierte er Medizin an der Universität Zürich und Universität Leipzig. Credé war während des Studiums Corpsstudent; 1866 schloss er sich dem Corps Tigurinia Zürich und 1869 dem Corps Saxonia Leipzig an. Im Jahr 1870 wurde er bei Carl Thiersch an der Medizinischen Fakultät der Universität Leipzig zum Dr. med. promoviert.
Im Anschluss nahm er am Deutsch-Französischen Krieg (1870/71) teil. Danach begab er sich auf eine Studienreise und wurde 1874 Assistenzarzt an der chirurgischen Klinik des Universitätsklinikums Leipzig. Ab 1877 war er niedergelassener Arzt in Dresden und Militärarzt im Sanitätskorps der Königlich-Sächsischen Armee. Im Jahr 1878 eröffnete er eine chirurgische Privatklinik. Außerdem war er Lehrer für Chirurgie bei militärischen Fortbildungskursen. 1881 schied er aus dem aktiven Dienst aus. Nach seinem Ausscheiden wurde er noch 1896 zum Oberstabsarzt, 1897 zum Generaloberarzt und 1900 zum Generalarzt à la suite des königlich sächsischen Sanitätskorps ernannt.
Er wurde 1892 Oberarzt und 1897 Chefarzt am Carolahaus des Albertvereins im Dresdner Stadtteil Johannstadt. Von 1901 bis 1918 war er leitender Oberarzt der Chirurgischen Abteilung des neuen Stadtkrankenhauses Dresden-Johannstadt, dem Vorläufer des Universitätsklinikums Carl Gustav Carus Dresden. Er regte die Errichtung einer Schwesternschule an. Im Jahr 1901 mitbegründete er den Verein für Ärztekurse in Dresden. Er führte Kolloidales Silber zur medizinischen Infektionsbekämpfung ein und publizierte u. a. zur Gallenblasenchirurgie.

## Auszeichnungen
- Geheimer Sanitätsrat
- Zivilverdienstorden (Sachsen), Ritter I. Klasse
- Albrechts-Orden
- Silberne Carola-Medaille
- Komtur des Greifenordens

## Schriften (Auswahl)
- Einiges über das Wunderysipel im St. Jakobshospitale zu Leipzig. Dissertation, Universität Leipzig, 1870.
- Gastrotomie wegen Fremdkörper. In: Archiv für Klinische Chirurgie. Band 33, 1886, A. 574 ff.
- Silber und Silbersalze als Antiseptika. F.C.W. Vogel, Leipzig 1896.
- Geschichte und Stammtafel der Familie Credé seit ihrer Einwanderung in das Deutsche Reich nach Aufhebung des Edictes von Nantes am 22. Oct. 1685. R. Greif, Dresden 1899–1909.